# Gustavo Gaviria
Gustavo de Jesús Gaviria Rivero, plus couramment appelé Gustavo Gaviria, né le 25 décembre 1946 à Pereira (Colombie) et mort le 11 août 1990 à Medellín (Colombie), est un narcotrafiquant colombien de cocaïne. Il est le cousin germain du baron de la drogue Pablo Escobar et le chef financier du cartel de Medellín.

## Biographie
Gustavo de Jesús Gaviria Rivero naît le 25 décembre 1946 à Pereira, dans le département de Risaralda, en Colombie. Il est le neveu de Hermilda de los Dolores Gaviria Berrío, la mère de Pablo Emilio Escobar Gaviria, faisant de ce dernier son cousin germain.

### Carrière criminelle

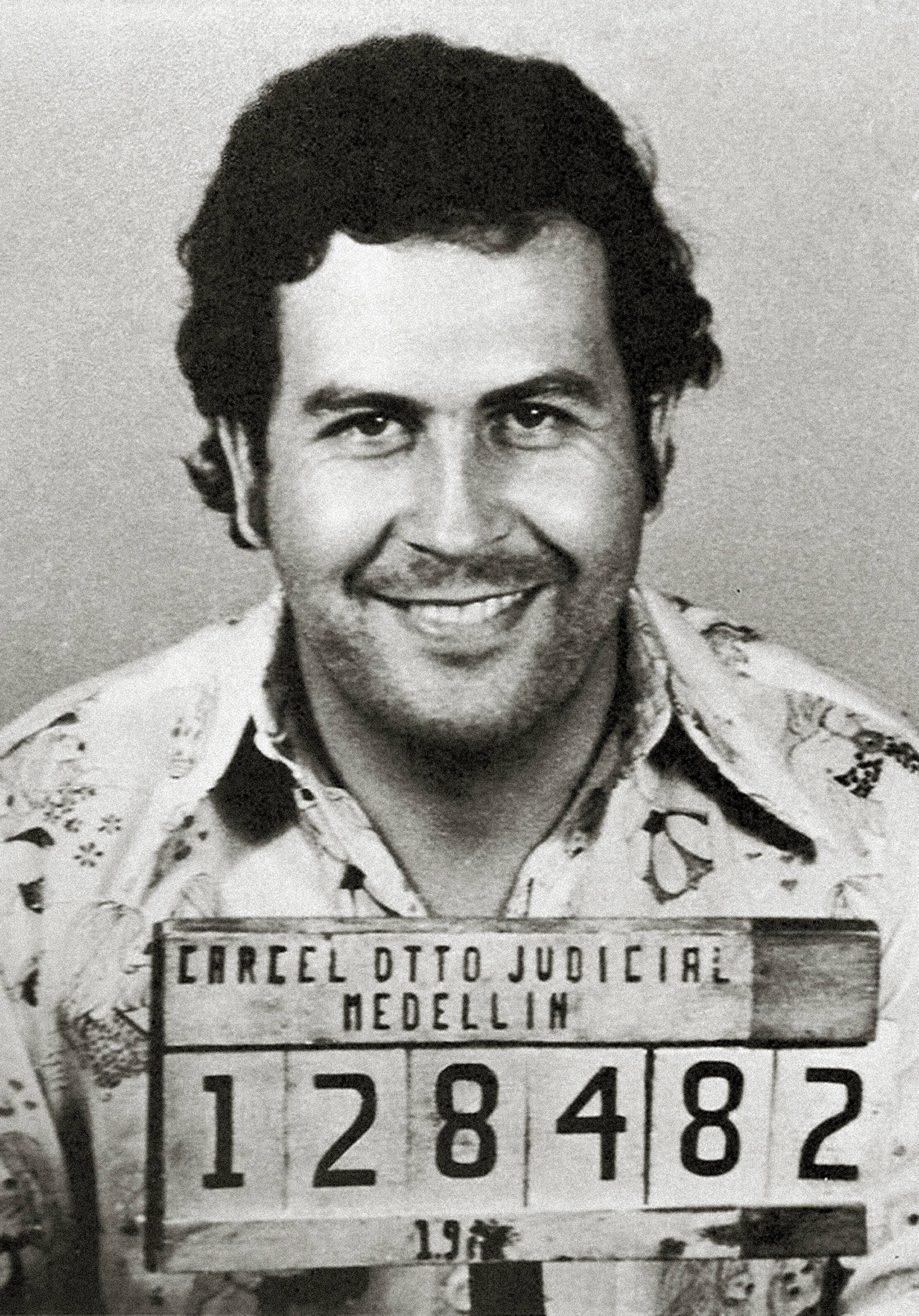
Photographie d'identité judiciaire de Pablo Escobar prise à la suite de son arrestation par la police colombienne à Medellín (1976).

Gustavo Gaviria accompagne Pablo Escobar dans sa carrière criminelle depuis le début des années 1970. Il a été lié et accusé à tort de l'enlèvement et du meurtre de l'homme d'affaires Diego Echavarría Misas en septembre 1971, bien que ces derniers entretenaient des relations avec Diego Echavarría Misas. Lui et son cousin travaillaient pour le contrebandier connu sous le nom de The Marlboro Man.
Après plusieurs années en tant que transporteur de voitures, voleur de pierres tombales, tueurs à gages et passeurs au service du plus grand contrebandier de Colombie Alfredo Gómez López, dit El Padrino, Gustavo Gaviria et son cousin se sont aventurés dans le trafic de drogue, transportant de la marijuana et plus tard de la cocaïne du Pérou et de l'Équateur à la Colombie.
En 1976, ils sont arrêtés près de Medellín, dans le département de Antioquia, alors qu'ils transportent près de 20 kilos de cocaïne camouflés sur le pneu d'un camion. Gustavo Gaviria, Pablo Escobar et six autres hommes sont par la suite arrêtés mais ne seront détenus que pendant trois mois. Gustavo Gaviria a également été recherché par les tribunaux des États-Unis et d'Espagne à différentes occasions. On dit aussi qu'il gérait les réseaux d'assassins qui étaient au service du narcoterrorisme.
Gustavo Gaviria devient le deuxième homme le plus important du cartel de Medellín à la suite de la mort de José Gonzalo Rodríguez Gacha, dit El Mexicano, survenue le 15 décembre 1989. Il était d’ores et déjà même avant la mort de ce dernier, le bras droit de Pablo Escobar.

### Mort
Le 11 août 1990, la police nationale colombienne rapporte que, dans le cadre de l'opération Apocalipsis Fase II, elle a fait face à Gustavo Gaviria. Ce dernier avait résisté et, après quelques heures, démobilisé de sa position. Cet affrontement a eu lieu vers 16 h à Medellín dans une maison située sur la diagonale 74E # 32E-47 dans le quartier de Los Laureles. À l'époque, Gustavo Gaviria portait de faux papiers d'identité au nom de Jesús María Riveros García. Il portait sur lui également un fusil d'assaut de type M14 et un pistolet-mitrailleur de type Uzi. Officiellement, il a été rapporté que des appels anonymes adressés à la police de Medellín ont permis de le localiser.
Un détachement de police d'élite spécialement formé pour lutter contre le narcoterrorisme est arrivé au domicile de Gustavo Gaviria. Le journal El País rapporte à l'époque que le bunker de Gustavo Gaviria était composé de verre blindé, d'un circuit de télévision fermé et d'un mur épais pour protéger son accès. Pour pouvoir entrer dans la résidence, les policiers ont dû dynamiter la porte principale. En entrant à l'intérieur, ils ont été attaqués à l'arme légère. Gustavo Gaviria est décédé une heure après le début de l'opération. Il a été retrouvé à l'intérieur de la maison sans escorte mais avec des membres de sa famille. Selon certains experts en la matière, Gustavo Gaviria a estimé au moment de l'attaque que cette dernière était menée par des hommes du cartel de Cali, des rivaux de son organisation.
L'opération qui a mis fin à la vie de Gustavo Gaviria est survenue à la suite d'une enquête après la mort d'un officier appartenant aux forces d'élite, le lieutenant Juan Fernández Arango, abattu la veille par des hommes armés à Copacabana, une municipalité située à 10 kilomètres de Medellín, le 10 août 1990. Après le meurtre du lieutenant Juan Fernández Arango, deux hommes et une femme ont été immédiatement capturés et ces derniers auraient fourni des informations sur l'endroit où se trouvait Gustavo Gaviria. Au moment de sa mort, il n'y avait qu'un seul mandat d'arrêt contre Gustavo Gaviria. Il a été délivré par la cour supérieure de Medellín pour le crime d'homicide. À l'époque, pour avoir plus d'informations sur sa localisation, le gouvernement colombien a offert comme récompense 300 000 000 de pesos.

### Conséquences
La mort de Gustavo Gaviria a de nouveau ravivé les tensions à Medellín, deuxième ville la plus importante de Colombie. Le cartel de Medellín décide à ce moment-là une trêve. Cette dernière est reçue comme une bonne nouvelle pour le pays par le président colombien de l'époque César Gaviria. À partir de ce jour, le calme s'est progressivement rétabli dans cette ville de 3 000 000 d'habitants. À la suite de cette opération, les forces militaires et la police se sont déclarées dans les casernes par crainte d'éventuelles représailles.
Gustavo Gaviria a été enterré dans le mausolée familial du cimetière de Medellín, à Itagüí, dans le département de Antioquia. Son corps repose actuellement avec celui de son cousin germain Pablo Escobar, de son frère cadet José Luis Gaviria Rivero, de sa tante Hermilda de los Dolores Gaviria Berrío et de son oncle Abel de Jesús Escobar Echeverri, les parents de Pablo Escobar.

## Vie personnelle
Cousin germain du narcotrafiquant et baron de la drogue Pablo Escobar, il était à la fois son bras droit et son meilleur ami.
Sa fortune a été jugée supérieure à celle de son cousin. Gustavo Gaviria a investi dans des œuvres d'art, des objets de luxe et des comptes bancaires dans des paradis fiscaux. Il a également été le copropriétaire de plusieurs propriétés avec Pablo Escobar, comme l'Hacienda Napoles, où ils ont créé un parc zoologique au début des années 1980. Dégustateur de vins, conducteur de voitures à grande vitesse, amateur de lecture et d'art, il était aussi accro à la cigarette bien qu'il n'ait jamais consommé de cocaïne.
Homme de nature extrêmement réservé, on sait qu'il était présent au Luxembourg en 1986. Il a gardé une photographie de sa présence dans le pays. En tant que chef financier du cartel de Medellín, Gustavo Gaviria était chargé des comptes bancaires et des transactions de l'organisation. Bien que faisant partie du cartel et ayant menacé de tuer un de ses proches à cause d'un implant capillaire qui s'est mal passé, c'est pourquoi il portait toujours un couvre-chef, il n'était pas un homme violent. Il a notamment montré à plusieurs reprises son mécontentement vis-à-vis des mesures prises par Pablo Escobar et d'autres de ses partenaires.

## Filmographie

### Télévision
- 2012 : Pablo Escobar, le patron du mal : interprété par Juan Sebastian Calero (jeune) et Christian Tappan (personnage inspiré de Gustavo Gaviria).
- 2013 : Tres Caínes : interprété par Julio Pachón.
- 2015-2016 : Narcos (saisons 1 et 2) : interprété par Juan Pablo Raba (es).